# Ville de Paris (warenhuis)

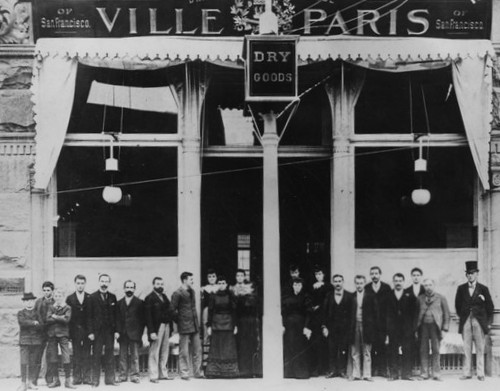
Warenhuis Ville de Paris aan Broadway in Los Angeles (1901)

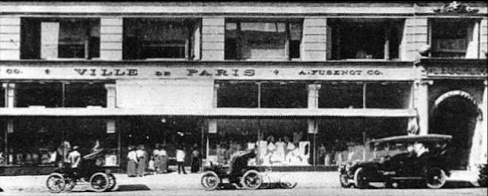
Warenhuis Ville de Paris, Homer Laughlin Building op Broadway. (eind 1905)

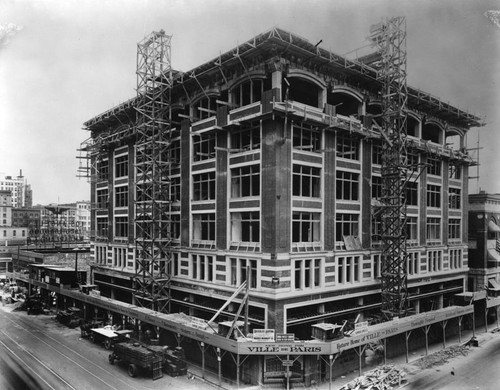
Warenhuis Ville de Paris op de hoek van Seventh Street en Olive Street (1916)

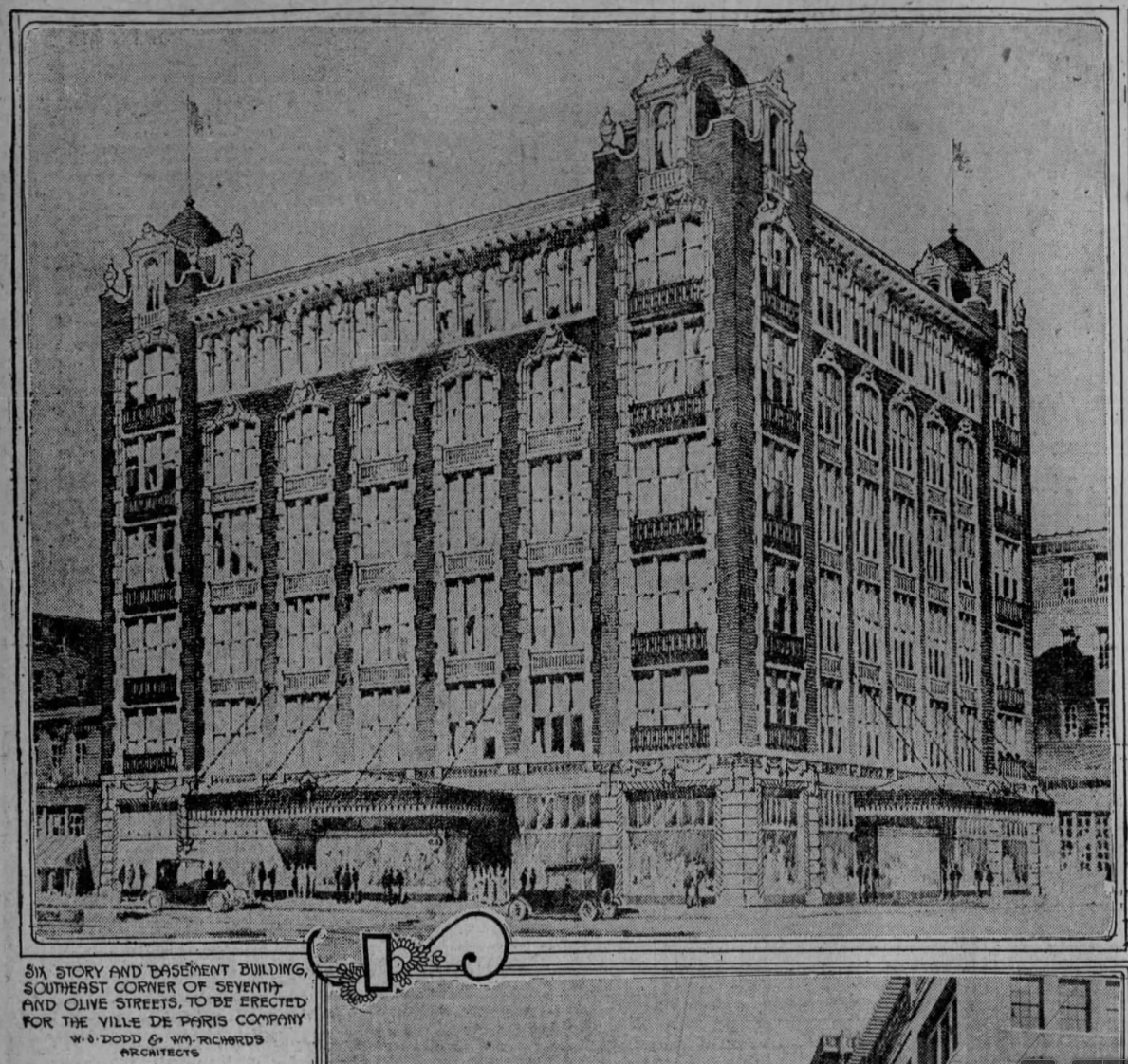
Het nieuwe Ville de Paris warenhuis op Seventh Street, schets uit november 1918

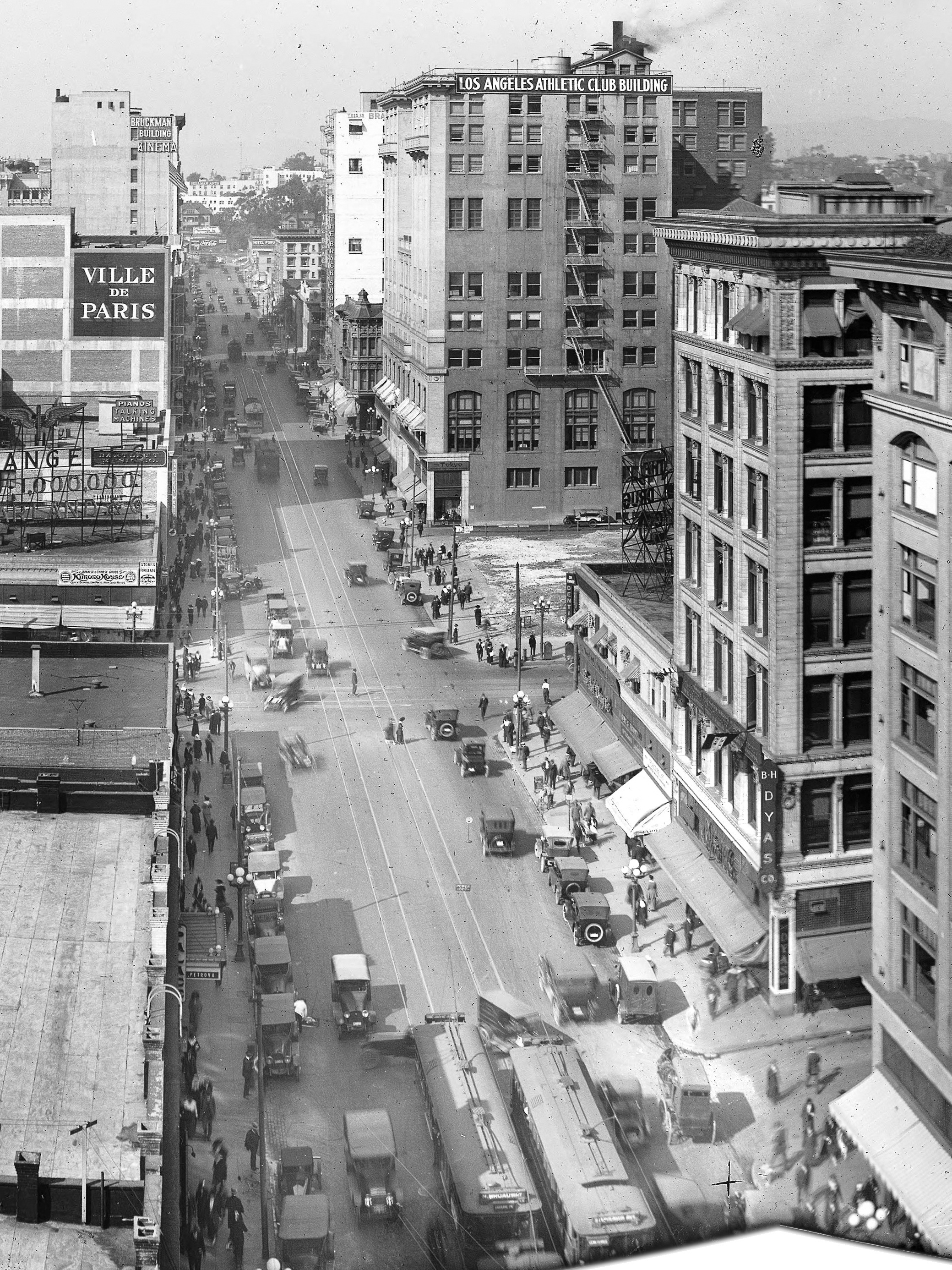
Seventh Street, kijkend naar het westen vanaf Broadway. Het gebouw van Bullock staat helemaal rechts. Rechts is de sportwinkel B.H. Dyas te zien en links is Ville de Paris te zien, voordat B.H. Dyas de winkel kocht. (1917)

Ville de Paris was een warenhuis in het centrum van Los Angeles. Het warenhuis was actief van 1893 tot en met 1919.
De winkel Ville de Paris van A. Fusenot in Los Angeles mag niet worden verward met de niet-gerelateerde winkel City of Paris die tot 1897 in Los Angeles werd gerund door Eugene Meyer & Co. en daarna door Stern, Cahn & Loeb. Ook mag de winkel niet worden verward met het veel bekendere City of Paris Dry Goods Co. in San Francisco.

## Geschiedenis
De Franse emigrant Auguste Fusenot (Frans consul in Los Angeles van 1898 tot 1907) arriveerde in 1873 in de Verenigde Staten en werd al snel partner bij de winkel City of Paris in San Francisco. Nadat hij het vak had geleerd, richtte hij in 1893 Ville de Paris in Los Angeles op. Het werd door de A. Fusenot Co. geëxploiteerd als een winkel in textiel. Het was gevestigd in het Potomac Block op South Broadway 221-223 tussen 2nd Street en 3rd Street in een tijd dat de meeste winkels zich in het Central Business District rond Spring Street, Main Street, First Street en Temple Street bevonden. De oorspronkelijke winkel was 280 m² groot.
In de tweede helft van 1905 verhuisde de winkel naar een ruimte die 32 keer groter was (8.900 m²), naar het pand waar voorheen Coulter's gevestigd was. Het was een blok verderop in het Homer Laughlin Building, op South Broadway 317-325, dat helemaal doorloopt tot Hill Street 314-322. Dit is de huidige locatie van de Grand Central Market.
In 1907 stierf Auguste Fusenot en nam broer Georges het beheer van de winkel over. In 1915 verkocht Fusenot zijn bedrijf aan de eigenaren van The Emporium, en in 1917 verhuisde de Ville de Paris naar de hoek 7th Street en Olive Street, nadat J.W. Robinson zijn vlaggenschipwinkel opende op 7th Street, vele blokken ten westen van Broadway. Het gebied zou tientallen jaren lang het exclusieve winkelgebied van het stadscentrum worden. De ruimte op Broadway wordt sindsdien ingenomen door de Grand Central Market. 
In 1919 verkochten de eigenaren de winkel op de hoek van 7th Street and Olive Street aan B.H. Dyas, waarna de winkel werd omgedoopt tot B.H. Dyas Co. Deze sloot zelf rond 1930. Het gebouw werd daarna bezet door de Los Angeles Jewelry Mart, een onderdeel van wat nu de Jewelry District is, een onderdeel van het district Historic Core.